# Cueva del Sapo
La Cueva del Sapo es una cueva y yacimiento arqueológico situado en el término municipal de Chiva a una altitud de 500 m. en el Paraje Natural Municipal de la Sierra de Chiva, en el Cerro de la Atalaya, de forma cónica. Está formada por una estrecha galería de unos 20 metros y de una anchura de entre 1 y 1,5 metros, a ambos lados de la entrada. El acceso a la cueva se realiza por el Camino de la Fuente del Sapo, a unos 5 km de la carretera que une Pedralba y Gestalgar, al interior de la cueva se entra, descendiendo unos 3 metros por un agujero de 2 metros de diámetro.

## Documentación y estudio
Se trata de un yacimiento ibérico que muestra un ritual de enterramiento entre los siglos V y II a. C. El material encontrado en su interior indica la existencia de diferentes actividades rituales intermitentes, con presencia de restos de ciervo, y humanos sin incinerar con marcas en los huesos que indican un ritual funerario complejo en época ibérica además de cerámicas, metales y carbones que prueban la actividad ritual.